# Браве, Яков Фёдорович
Яков Федорович Браве (1860 — 1899) — российский адвокат и публицист более известный под псевдонимом «Е. Варб».

## Биография
Яков Браве родился в 1860 году. Получив высшее юридическое образование, он занимался адвокатурой и, наряду с этим, публиковал свои статьи в периодических печатных изданиях (журналах: «Русская мысль», «Русское богатство», «Начало», «Жизнь», «Журнал министерства юстиции», и в либеральных газетах: «Приднепровский край», «Приазовский край» и др.).
Участвуя в революционных студенческих кружках, Браве был на распутье между народниками и марксистами; в дальнейшие годы по своим взглядам примыкал к последним. Он был постоянным читателем библиотеки Московского Публичного и Румянцевского музеев и на протяжении ряда лет близко общался со знаменитым библиотекарем Н. Ф. Фёдоровым. В 1898 г. под псевдонимом «Е. Варб» выпустил книгу «Одно из наших центральных просветительных учреждений (Очерки Румянцевского Музея)». Замысел книги сложился под влиянием бесед с Фёдоровым, а в самом тексте было высказано немало его заветных идей.
Широко известна работы Браве «Наемные сельско-хозяйственные рабочие» (Москва, 1899), представляющая собой сводку материалов о рабочем вопросе в сельском хозяйстве России и критику проектов земских и правительственных правил о сельско-хозяйственном найме и «Общественно-педагогическое значение деятельности Попечительств о народной трезвости» (М., 1899).
Яков Федорович Браве умер в 1899 году.